# 趙州従諗
趙州従諗（じょうしゅう じゅうしん、英語: Zhaozhou Congshen）は、中国の唐代の禅僧。諡は真際禅師。俗姓は郝。曹州済陰県郝郷の出身。中国禅僧の中で最高峰の高僧とされ、五代十国時代の混乱した北方において禅を説いた禅者として臨済義玄と並び称される。その宗風は棒喝のはげしさを示さず、平易な口語で法を説き、「口唇皮上（くしんぴじょう）に光を放つ」といわれ、名問答の数々を残した。あらゆる祖録を通じ、趙州の言葉が最も多く記録されているといわれる。

## 生涯
幼くして曹州の龍興寺で出家し、7～8歳で悟りを得た（徹底破家散宅：てっていはかさんたく）。16歳で池陽の南泉普願に師事し、師の「平常心是道」に関する言葉により、18歳で大悟してその法嗣となる。嵩山の琉璃壇で受戒する。諸方行脚にも出たが、師の存命中は南泉山を本拠として南泉の随身を続け、57歳で南泉の遷化に逢い、3年間喪に服す。
60歳で再行脚に出て、諸方の禅匠と問答商量して境涯を練り、黄檗希運、塩官斉安らの禅匠の下で修禅する。
80歳で趙州の観音院（東院、河北省石家荘市趙県。柏林寺ともいい白槙（びゃくしん）という木々が繁っていたと言われる）に住するようになり、その後、40年間「口唇皮禅」と称される禅風（棒や喝を使った荒々しい指導法が主流になりつつあった時代において、あらゆる質問に対し禅味を帯びた日常の言葉で答えたことからそう呼ばれた）で説教教化し、120歳で没した。諡して真際大師という。
異類中行（いるいちゅうぎょう。菩薩が成仏した後も俗世間にとどまり衆生を救おうとすること）、および大悲心を真髄とした、南泉普願から趙州従諗に至る法系は、その後途絶えたが、今でも中国や日本の禅者たちに「趙州古仏」と仰がれている。
彼と門弟との問答の多くが、後世の「公案」となり、広く知られることとなった。特に、「狗子仏性」の問答は公案集『無門関』の第一則に取りあげられ、東洋的「絶対無」の思想を象徴する問答として名高い。

## 語録等
- 『趙州真際禅師語録三巻』(趙州録)
- 『趙州真際禅師行状』

## 伝記資料
- 『宋高僧伝』巻11「唐趙州東院従諗伝」
- 『景徳伝灯録』巻10「趙州東院従諗禅師」

日本語文献
- 沖本克己『趙州　飄々と禅を生きた達人の鮮かな風光』「唐代の禅僧6」臨川書店、2008年。ISBN 4653039968